# Il gigante egoista
Il gigante egoista (The Selfish Giant) è una fiaba di Oscar Wilde appartenente alla raccolta Il principe felice e altri racconti.

## Trama
Un Gigante, dopo essere stato per sette anni con suo fratello presso l'Orco di Cornovaglia,  un giorno decide di tornare nel suo palazzo e vi trova molti bambini che giocano felici nel grande e bellissimo giardino, del quale è molto geloso. Infuriato, decide di non permettere più a nessuno di entrare nel giardino, quindi scaccia via tutti i bambini, i quali si ritrovano costretti a giocare sulla strada, costruisce un muro intorno al giardino, e appende al cancello un cartello che avverte che l'ingresso è vietato ed i trasgressori saranno puniti.
In seguito la primavera e poi l'estate arrivano nella città, ma non nel giardino del Gigante, dove il vento del nord, la grandine, la neve e il gelo continuano a persistere, rendendolo preoccupato. Un giorno, dal suo letto, il Gigante sente un uccellino cantare e gli sembra la canzone più bella che abbia mai udito, quindi guarda fuori e vede che la primavera è finalmente arrivata anche nel suo cortile e, soprattutto, che alcuni bambini sono riusciti a entrare attraverso delle aperture nel muro e si stanno arrampicando sugli alberi; soltanto nell'angolo più lontano del giardino regna ancora l'inverno e proprio in quell'angolo si trova un bambino biondo molto piccolo, che a causa della sua minuta statura non riesce ad arrampicarsi su un albero (anche se esso si protende verso di lui). Estasiato da tale visione, il gigante si rende conto di essere stato davvero molto egoista e se ne pente, quindi esce e prima solleva il bambino aiutandolo a salire sull'albero, ricevendo in cambio un bacio dal piccolo, poi abbatte il muro e consente nuovamente ai bambini (che inizialmente erano scappati via terrorizzati nel vederlo, per poi tornare quando si erano accorti che non era più cattivo) di giocare nel suo cortile, giocando anche insieme a loro. 
I bambini, da quel momento, tornano sempre a giocare nel giardino, ma il bimbo preferito del Gigante, quello che lo aveva baciato, non si fa più vedere. Il Gigante chiede ai bambini se sappiano dove sia finito, ma tutti gli dicono di non conoscerlo e di non averlo mai visto prima.
Con il passare degli anni il Gigante invecchia, smette di giocare con i bimbi e si accontenta di osservarli contento seduto in una poltrona. Una mattina d'inverno, mentre si veste, il Gigante vede il bambino biondo ai piedi di un albero dorato con i frutti argentati, nell'angolo più lontano del giardino. Correndo felicemente incontro al bimbo, vede che egli porta alle mani e ai piedi dei segni di chiodi e, arrabbiato, gli chiede chi sia stato l'autore di tale crudeltà, affermando di volerlo uccidere con la sua spada. Il bambino risponde dicendo che si tratta delle ferite dell'amore, quindi il Gigante, pervaso da uno strano timore reverenziale, chiede al bambino chi sia, ed esso gli dice che, siccome una volta il Gigante gli aveva consentito di giocare nel suo giardino, sta per restituirgli il favore portandolo a giocare con lui nel suo giardino, ovvero il Paradiso (il bambino biondo, quindi, sarebbe una rappresentazione di Gesù). 
Quando i bambini, quel pomeriggio, entrano nel giardino, trovano il Gigante morto, disteso per terra, ricoperto di fiori bianchi e con il volto sorridente.

## Opere collegate
Il gigante egoista fa parte della raccolta Il principe felice e altri racconti assieme a:
- Il principe felice;
- L'usignolo e la rosa;
- L'amico devoto;
- Il razzo eccezionale.

## Adattamenti
- The Selfish Giant (1971): cortometraggio animato canadese ad opera della National Film Board of Canada.
- Il gigante egoista, episodio della serie anime Le più belle favole del mondo.
- The Selfish Giant (2013), diretto da Clio Barnad.
- The Selfish Giant, episodio della serie animata Happily Ever After: Fairy Tales for Every Child.

## Edizioni
- Oscar Wilde, Il gigante egoista, illustrazioni di Guido Pigni, Beccogiallo, Milano, Mursia, 1993, ISBN 978-88-425-1543-2.